# The Originals II
The Originals II är ett samlingsalbum av hårdrocksgruppen KISS. The Originals II innehåller tre av gruppens  album, Destroyer (1976), Rock and Roll Over (1976) och Love Gun (1977). Det utgavs den 25 mars 1978 i Japan.
The Originals II innehåller även ett 8-sidigt häfte med bilder på KISS.

## Låtlista

### Destroyer
1. Detroit Rock City (Stanley/Ezrin) – 5:20
2. King Of The Night Time World (Stanley/Ezrin/Anthony/Fowley) – 3:13
3. God Of Thunder (Stanley) – 4:13
4. Great Expectations (Simmons/Ezrin) – 4:21
5. Flaming Youth (Simmons/Stanley/Frehley/Ezrin) – 2:59
6. Sweet Pain (Simmons) – 3:20
7. Shout It Out Loud (Simmons/Stanley/Ezrin) – 2:49
8. Beth (Criss/Penridge/Ezrin) – 2:45
9. Do You Love Me (Fowley/Ezrin/Stanley) – 3:33
10. (Untitled Outro) – 1:25

### Rock and Roll Over
1. I Want You (Stanley) – 3:02
2. Take Me (Stanley/Delaney) – 2:53
3. Calling Dr. Love (Simmons) – 3:41
4. Ladies Room (Simmons) – 3:25
5. Baby Driver (Criss/Penridge) – 3:39
6. Love 'Em And Leave 'Em (Simmons) – 3:41
7. Mr. Speed (Stanley/Delaney) – 3:19
8. See You In Your Dreams (Simmons) – 2:31
9. Hard Luck Woman (Stanley) – 3:32
10. Makin' Love (Stanley/Delaney) – 3:12

### Love Gun
1. I Stole Your Love (Stanley) – 3:04
2. Christine Sixteen (Simmons) – 3:12
3. Got Love For Sale (Simmons) – 3:28
4. Shock Me (Frehley) – 3:47
5. Tomorrow And Tonight (Stanley) – 3:38
6. Love Gun (Stanley) – 3:16
7. Hooligan (Criss/Penridge) – 2:58
8. Almost Human (Simmons) – 2:48
9. Plaster Caster (Simmons) – 3:25
10. Then She Kissed Me (Barry/Greenwich/Spector) – 3:01

## Medverkande
- Paul Stanley - Kompgitarr, Sång, Bakgrundssång och Gitarrsolo på "I Stole Your Love"
- Gene Simmons - Elbas, Sång och Bakgrundssång
- Ace Frehley - Sologitarr och Sång på "Shock Me"
- Peter Criss - Trummor, Slagverk, Sång och Bakgrundssång
- Dick Wagner - Gitarrsolo på "Sweet Pain"
- Pojkkören of Harlem - Körsång på "Great Expectations"
- Eddie Kramer - Piano på "Christeen Sixteen "